# Musík (Moldau)
Der Musík ist ein rechter Zufluss der Moldau/Vltava in Tschechien. 

## Verlauf
Der Musík entspringt in einem namenlosen Teich in Ústupenice. Seine Quelle liegt in einem von den Hügeln Na Věnci (492 m n.m.), Pačiska (504 m n.m.), Kamenná (515 m n.m.) und Kozelkov (507 m n.m.) umgebenen Grund in der Středočeská pahorkatina. An seinem Lauf nach Nordwesten führenden Oberlauf fließt der Bach vorbei an den Ortschaften Oříkov und Nová Hospoda. Zwischen Třebnice und Solopysky nimmt der Musík nördliche Richtung und fließt bei Břekova Lhota in den Teich Vrbsko. Unterhalb dessen Dammes überbrückt die Staatsstraße I/18 zwischen Příbram und Sedlčany den Bach. Der weitere Lauf des Musík führt vorbei an Dublovice, Příčovy und Kačerov, anschließend wird der Bach im Teich Musík (Musik-Teich) gestaut. Er ist mit einer Fläche von 50 ha der größte Teich in der Gegend von Sedlčany. Danach folgen entlang des Musík die Dörfer Červený, Nalžovice, Chlum und Vrah, wo der Bach den Teich U Vrahu durchfließt. Der Unterlauf des Musík führt vorbei an Nová Ves, Pazderny, Baňov, Nalžovické Podhájí und Žďár. Danach bildet der Bach ein tiefes bewaldetes Tal, dessen unterer Teil zwischen Přední Hluboká, Zadní Hluboká und Hrazany seit 1955 auf einer Länge von ca. zwei Kilometern durch den Moldaustausee Slapy geflutet ist. Nach 13,7 Kilometern mündet der Musík zwischen der (neuen) Siedlung Luhy und Hrazany in die Moldau.
An der Einmündung des Musík in die Moldau befand sich früher das Flößergasthaus Sejce. Es wurde wie die unweit davon im Musíktal gelegene Ansiedlung Luhy mit dem Bau der Talsperre Slapy überflutet.

## Zuflüsse
- Oříkovský potok (l), bei Oříkov
- Oříkovecký potok (l), unterhalb Oříkov
- Třebnický potok (l), bei Třebnice
- Solopyský potok (r), bei Solopysky
- Dublovický potok (l), im Teich Musík
- Kumšík (l), im Teich Musík
- Křepenický potok (l), bei Pazderny